# Карол Телбиз
Карол Телбиз (на унгарски: Telbisz Károly; на немски: Karl Telbisz; на румънски: Carol Telbisz) е австро-унгарски общественик, дъгогодишен кмет на Темешвар (днес Тимишоара, Румъния).

## Биография
Карол Телбиз е роден в Надчанад, Австро-Унгария (днес Ченад, Румъния) и произхожда от старата банатска българска фамилия Телбиз от Стар Бешенов. Завършва право в университета в Будапеща, а по-късно пише докторат по административно право във университета във Виена. Удостоен е с благородническата титла барон.
Между 1885 и 1914 година Карол Телбиз е кмет на столицата на Банат Темешвар и допринася изключително много за модернизацията на града. Телбиз разрушава старите укрепления на града и го преустройва по нов урбанистичен план, заимстван от западните градове с широки булеварди, канализация, водоснабдяване, електрификация и електрически обществен транспорт. В края на кметуването му Темешвар става третият по значимост град в Австро-Унгария след Виена и Будапеща.
Телбиз умира през 1914 г.
От фамилията на Телбиз е и банатският български историк и книжовник Карол Телбизов.